# Attaque 77
Attaque 77, également stylisé A77AQUE, est un groupe de punk rock argentin fondé en 1987 à Buenos Aires. Il était composé de Demián Ciro Pertusi, Mariano Gabriel Martinez, Leonardo De Cecco et Luciano Scaglione. Ciro a cependant décidé de quitter le groupe au début de l'année 2009. Le groupe continuera sans lui. Il est un des groupes de rock les plus importants d’Amérique du Sud. Leurs compositions sont essentiellement punk, ska punk, alternatif ainsi que metal pour quelques chansons.

## Biographie

### Débuts (1987–1993)
Le groupe est formé en 1987 par des amis souhaitant se réunir pour jouer leurs morceaux préférés. Le groupe joue à l'origine du punk rock. Il se forme sur les cendres du groupe Cabeza de Navaja. Le 23 octobre 1987, le groupe fait ses débuts dans la discothèque Cemento, avec Descontrol, grâce à Ariel Minimal. Cette formation enregistre une première démo intitulée La última noche que pasé contigo, qui est un bootleg non publié. Le groupe rend hommage au mouvement punk anglais des années 1970. La première apparition discographique du groupe s'effectue dans la compilation Invasión 88 à laquelle contribue plusieurs groupes punk argentins comme Flema, Comando Suicida et Defensa y Justici. Ils produiront également les chansons No te quiero más et Nunca más. À cause de divergences musicales, Danio et Leiva quittent le groupe. Leiva n'est pas remplacé, et le groupe reste un quatuor. Leonardo De Cecco (ancien batteur de Mal Momento), à cette période âgé de 16 ans, est recruté. 
Ils publient leur premier album studio, intitulé Dulce navidad, en 1989, produit par Michel Peyronel. En 1990 sort leur deuxième album studio, El cielo puede esperar, produit par Juanchi Baleiron de Los Pericos. C'est alors qu la popularité du groupe éclate au grand jour. Leur single Hacelo por mí est diffusé sur toutes les radios argentines et d'autres pays d'Amérique du Sud. Deux clips vidéo sont tournées ; celle des chansons Donde las águilas se atreven et Hacelo por mi. La présentation officielle de l'album se fait au Teatro Pueyrredon de Flores les 13 et 14 juillet 1991. Ils jouent par la suite à l'Estadio Obras les 5 et 6 octobre 1991, devant environ 10 000 personnes0 Hacelo por mi est certifié triple disque de platine, et le groupe commence une longue tournée qui le conduit du Paraguay à la Tierra del Fuego. Leur concert du 5 octobre est enregistré, puis publié plus tard cette année sous le titre Abioso! la pesadilla recién comienza qui est rapidement certifié disque d'or. 
En 1992, ils enregistrent leur dernier album pour le label Radio Trípoli Discos, et également le dernier avec Adrián Vera à la basse. Ángeles caídos contient des chansons comme América, Chicos y perros et la chanson de José Luis Perales Por que te vas. Dans cet album, le groupe est de nouveau produit par Juanchi Baleirón.

### Nouveaux sons (1993–1998)
Attaque signe avec les labels RCA Records et BMG Records auxquels ils enregistreront Todo está al revés en 1993, qui sera finalement publié au début de 1994. La seule vidéo de cet album est celle de la chanson Flores robadas. En tournée la même année, Attaque 77 et 2 Minutos se partagent la scèn et jouent avec les Ramones et Motörhead.
Le 22 janvier 1998, et jusqu'à la mi-février, commence la deuxième partie de leur tournée nationale, comme à Miramar, Mar del Plata, Villa Gesell, San Bernardo del Tuyú, Pinamar, Las Grutas, Puerto Madryn, et Viedma. Après cette tournée, le groupe joue Un día perfecto au Parque Sarmiento devant 5 000 spectateurs, puis commence la troisième partie de sa tournée nationale en jouant à Mendoza, San Juan, San Luis, Catamarca, Jujuy, Tucumán, Santiago del Estero, Formosa et Corrientes.

### DeOtras CancionesàAmateur(1998–2002)

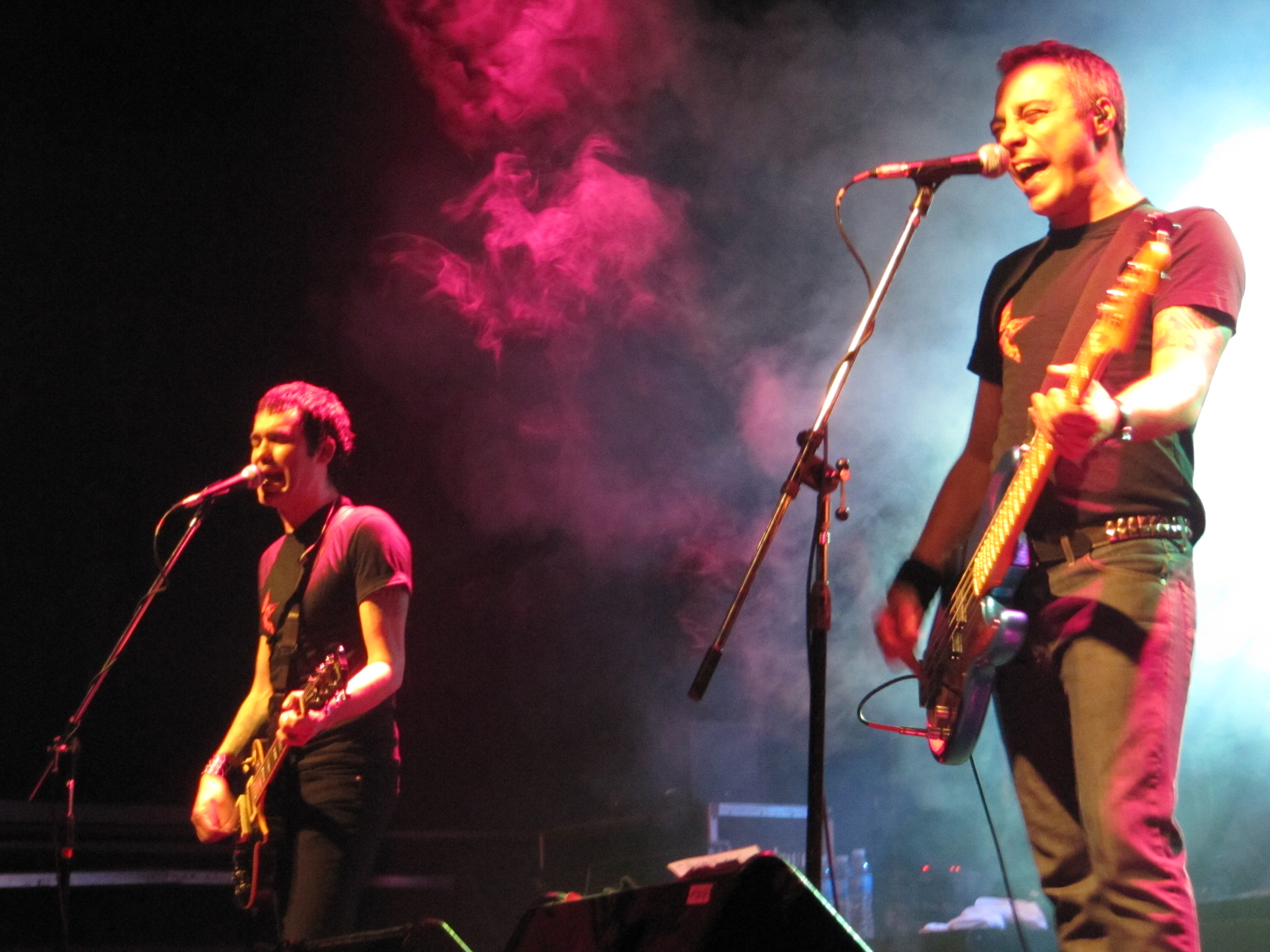
Attaque 77 en concert à Buenos Aires.

À Buenos Aires, Attaque joue devant 6 500 personnes. Le 17 avril, ils jouent à Córdoba et Rosario. Ils jouent aux côtés du groupe espagnol SKA-P. Puis ils jouent au Chili, le vendredi 30 au Teatro Providencia de Santiago et le lendemain au Fortín Prat, de Valparaiso. En mai, ils jouent pour la première fois de leur existence au Brésil pour jouer un spectacle à San Pablo et en Espagne où ils jouent douze concerts en vingt-trois jours. En juillet, ils jouent au Nuevo Teatro de ShowCenter, Haedo, Buenos Aires, devant 2 800 personnes. En août et septembre, ils jouent dans plusieurs villes à travers le pays et en Amérique centrale. 
En 2001, ils jouent à la Costa Atlántica dans la Province de Buenos Aires. Le 9 avril 2002 sort leur album Radio Insomnio, enregistré aux Box Estudios, de Madrid, en Espagne, en mars 2000.

### Antihumano(2003–2006)

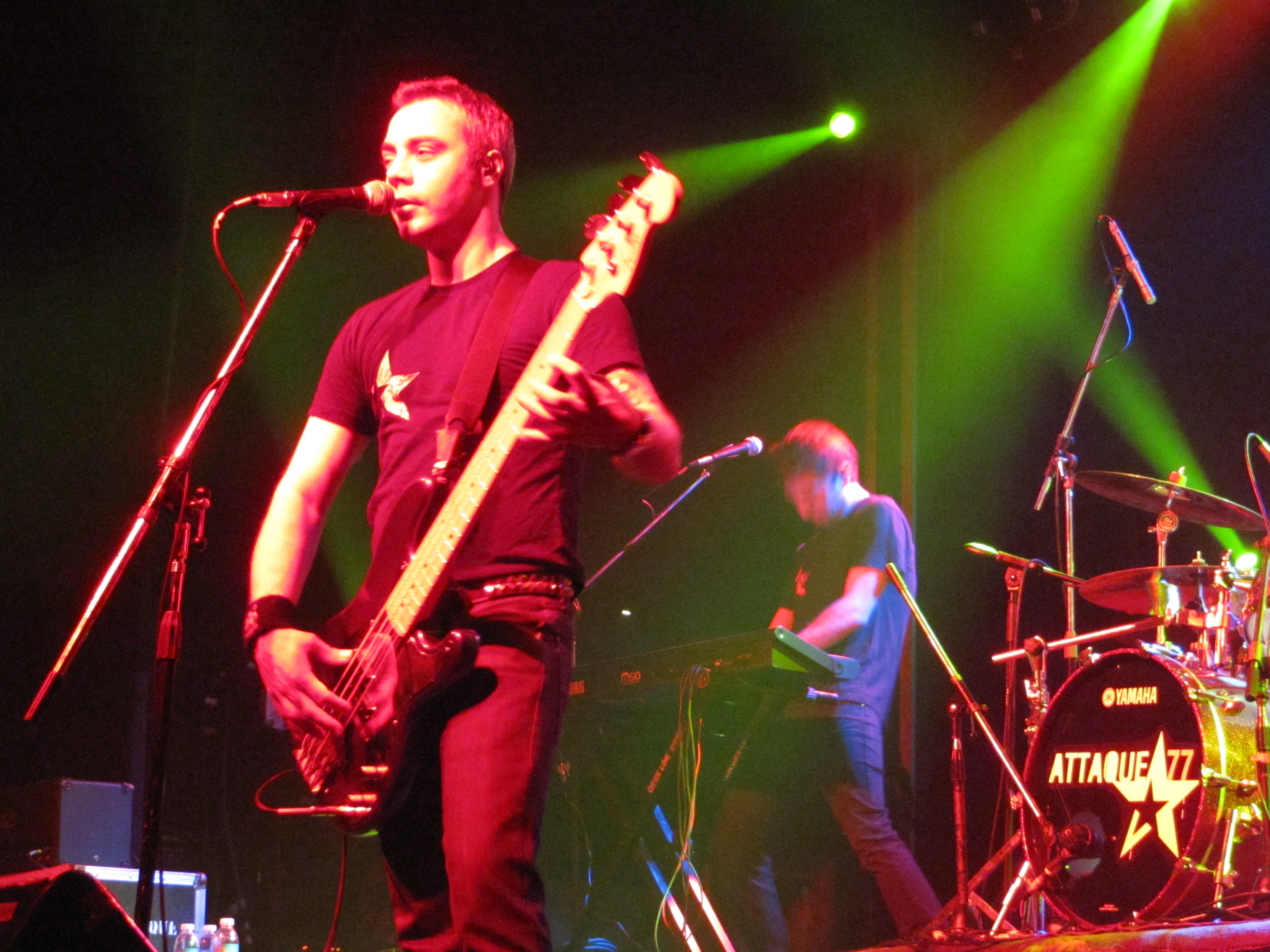
Luciano Scaglione, membre d'Attaque 77.

En 2003 sort l'album studio Antihumano. L'album fait participer des artistes comme Gustavo Cordera de Bersuit Vergarabat sur la chanson Morbo-Porno, Mimi Maura sur Éxodo-Ska, et Alfredo Casero sur Reality-Joe. Cette même année, la première vidéo de l'album intitulée Western (en hommage à René Favaloro) et Ex-Ska. Cette année, ils jouent leur album dans différentes provinces argentines, comme Buenos Aires, Santa Fe, San Luis, Cordoba, Mendoza, Santiago del Estero, et La Pampa.
En 2005, ils jouent avec Babasónicos et León Gieco à Mar de Ajó. En février, ils visitent le Paraguay au festival de la radio Rock & Pop. En mars et avril, quelques dates sont annulées en raison de problèmes de sécurité. Ils publient leur troisième vidéo Arrancacorazones. Ils participent plus tard au festival Pilsen Rock II au Paragauy devant 60 000 personnes au Jockey Club Paraguayo. En décembre, ils jouent à l'Antiguerra.

### Karmagedon(2006–2009)
Le 25 novembre 2006 sort l'EP Pirotecnia autorizada. Il comprend des chansons telles que Sexismo, Los Garrapatas et Lleno de vida). Sort aussi la vidéo de la chanson Chicos y perros (vivo) de l'album Trapos. En janvier 2007, le groupe célèbre ses 20 ans d'existence. Le 20 mars 2007 sort l'album Karmagedon. Le groupe joue au Quilmes Rock 2007 avec Bad Religion, Las Pelotas, Catupecu Machu, et Divididos. Leur deuxième clip de l'année s'intitule Cartonero.

### Dernières activités (depuis 2010)
En mars 2015, ils annoncent un documentaire appelé Más de un millón. Le 25 mars 2016, ils annoncent un nouvel album.

## Membres

### Membres actuels
- Mariano Gabriel Martínez - guitare solo (depuis 1987), guitare rythmique (1989-1995, depuis 2009), chant (chœurs : 1987-2009 ; chant solo : depuis 2009, occasionnel : 1995-2009)
- Luciano Scaglione - basse, chœurs (depuis 1992), chant occasionnel (depuis 2009)
- Leonardo De Cecco - batterie, percussions (depuis 1988)

### Membre de tournée
- Lucas Ninci - claviers, piano (depuis 2009)

### Anciens membres
- Daniel Caffieri - guitare rythmique (1987-1989)
- Claudio Leiva - batterie (1987-1988)
- Federico Pertusi - chant (1987-1989)
- Adrián Vera - basse, chœurs (1989-1992)
- Ciro Pertusi - basse, chœurs (1987-1989), chant (1989-2009), guitare rythmique (1995-2009).
- Martín Bosa - claviers, piano (1999-2009)

## Discographie

### Albums studio
- 1989 : Dulce navidad
- 1990 : El cielo puede esperar
- 1992 : 89/92
- 1993 : Angeles Caidos
- 1994 : Todo esta al reves
- 1995 : Amen!
- 1997 : Un día perfecto
- 1998 : Otras Canciones
- 2000 : Radio Insomnio
- 2001 : Caña
- 2002 : Amateur
- 2004 : Antihumano
- 2007 : Karmagedo
- 2009 : Estallar
- 2017 : Triángulo de fuerza

### Albums live
- 1991 : Rabioso (La pesadilla recién comienza)
- 2001 : Trapos
- 2012 : Acústico en el Teatro Ópera

### EP
- 2006 : Pirotecnia Autorizada
- 2016 : Triángulo de Fuerza Volumen 1

### Autres
- 2006 : Obras Cumbres (compilation)
- 2014 : Nuevas Versiones (album non officiel)

## DVD
- 2008 : Karmagedon en vivo
- 2009 : Estallar
- 2012 : Acústico en el Teatro Ópera